# Danh từ hóa
Trong ngôn ngữ học, danh từ hóa là việc dùng một từ không phải là danh từ (ví dụ: động từ, tính từ hoặc trạng từ) làm thành một danh từ, hoặc làm trung tâm ngữ cho cụm danh từ, bất kể việc có hay không có biến đổi hình thái. Chẳng hạn thuật ngữ này chỉ đến quá trình tạo ra một 'danh từ' từ một từ loại khác bằng cách thêm vào một phụ tố phái sinh (ví dụ trong Tiếng Anh, danh từ legalization được phái sinh từ động từ legalize bằng cách thêm phụ tố -ation).
Một số ngôn ngữ chỉ đơn giản cho phép các động từ được sử dụng như danh từ mà không có sự khác biệt biến tố nào (tức chuyển loại hoặc phái sinh zero), còn những ngôn ngữ khác thì yêu cầu một số hình thức chuyển hóa hình thái. Tiếng Anh có cả hai trường hợp đấy.
'Danh từ hóa' là một phần tự nhiên của ngôn ngữ, nhưng một số trường hợp của nó mang tính đáng chú ý hơn những ngôn ngữ khác. Người ta đôi khi khuyên nhủ rằng trong việc viết văn thì nên để ý tránh khỏi việc dùng quá mức phép danh từ hóa.

## Trong các ngôn ngữ khác nhau

### Tiếng Anh
Người ta thấy hai kiểu danh từ hóa trong tiếng Anh. Một kiểu thì yêu cầu thêm một hậu tố phái sinh để tạo ra danh từ. Trong các trường hợp khác thì tiếng Anh sử dụng cùng một từ làm danh từ mà không có bất kỳ hình thái thêm vào nào. Quá trình thứ hai này được gọi là phái sinh zero.

#### Bằng hình thái phái sinh
Đây là một quá trình mà tại đó một 'biểu đạt đúng ngữ pháp' được chuyển thành một cụm danh từ. Ví dụ, trong câu "Combine the two chemicals", combine đóng vai trò làm động từ. Từ này có thể được biến thành một danh từ thông qua việc thêm -ation, như trong câu "The experiment involved the combination of the two chemicals."
Ví dụ về tính từ hình thành nên danh từ:
- applicability (từ applicable)
- carelessness (từ careless)
- difficulty (từ difficult)
- intensity (từ intense)

Ví dụ về động từ hình thành nên danh từ:
- failure (từ fail)
- nominalization (từ nominalize)
- investigation (từ investigate)
- movement (từ move)
- reaction (từ react)
- refusal (từ refuse)

Một trường hợp cực kì phổ biến của 'động từ mà được sử dụng như danh từ' là việc thêm vào hậu tố -ing, trong tiếng Anh người ta gọi nó là gerund.
- swimming (từ swim)
- running (từ run)
- editing (từ edit)

#### Bằng phái sinh zero
Một số động từ và tính từ trong tiếng Anh có thể được sử dụng trực tiếp như danh từ mà không cần thêm hậu tố phái sinh. Một số ví dụ bao gồm:
change
- I need a change. (change = danh từ)
- I will change. (change = động từ)

murder
- The murder of the man was tragic. (murder = danh từ)
- He will murder the man. (murder = động từ)

Ngoài phép phái sinh zero thuần túy, thì tiếng Anh còn có một số lượng từ ngữ, mà tùy thuộc vào sự thay đổi tinh tế trong cách phát âm thì, hoặc là danh từ hoặc là động từ. Một kiểu được dùng khá là nhiều giống vậy là sự thay đổi vị trí trọng âm từ âm tiết cuối cùng sang âm tiết đầu tiên của từ đấy (xem danh từ phái sinh bằng trọng âm vị trí đầu).
increase
- Profits have shown a large increase. (increase /ˈɪnkriːs/ = danh từ, nhấn vào âm tiết đầu tiên)
- Profits will continue to increase. (increase /ɪnˈkriːs/ = động từ, nhấn vào âm tiết cuối cùng)

Người ta còn thấy một trường hợp nữa là với động từ use, khi được sử dụng như danh từ thì nó có cách phát âm khác hẳn.
use
- The use of forks is dangerous. (use /ˈjuːs/ = danh từ)
- Use your fork! (use /ˈjuːz/ = động từ)

Trong một số tình huống, tính từ có thể được dùng như danh từ, như từ the poor (cái nghèo) dùng để chỉ người nghèo nói chung. Xem tính từ được danh hóa.

### Các ngôn ngữ Ấn-Âu khác
Nhiều ngôn ngữ Ấn-Âu có hình thái biến tố dành riêng cho danh từ, động từ và tính từ, nhưng thường thì điều này không gây trở ngại cho phép danh từ hóa, vì có thể dễ dàng tước bỏ biến tố tính từ ra khỏi căn tố hoặc từ cán của tính từ, rồi gắn lại bằng biến tố danh từ – đôi khi bằng cả hậu tố chuyên để danh hóa. Ví dụ, tiếng Latin có một số lượng hậu tố danh hóa, và một số hậu tố trong đấy đã được du nhập sang tiếng Anh, một cách hoặc trực tiếp hoặc thông qua nhóm ngôn ngữ Rôman. Có thể thấy các ví dụ khác trong tiếng Đức – chẳng hạn như sự khác biệt biến tố tinh tế giữa deutsch (tính từ) và Deutsch (danh từ) trải khắp trong giống, số và cách – mặc dù phạm trù từ vựng nào có trước thì còn phải bàn cãi. Tiếng Tây Ban Nha và tiếng Bồ Đào Nha có các biến tố o/os/a/as thường đánh dấu cả tính từ và danh từ, cho thấy một lằn ranh nhạt nhòa giữa hai từ loại vì nhiều căn tố lấn phạm trù từ vựng với cả tính từ và danh từ (với rất ít hoặc không có khác biệt về biến tố).

### Tiếng Trung
Trong tất cả các phương ngữ tiếng Trung, tiểu từ được sử dụng để danh từ hóa động từ và tính từ. Trong Quan thoại thì phổ biến nhất là 的 de, được gắn vào cả động từ và tính từ. Ví dụ, 吃 chī (ăn) trở thành 吃的 chīde (cái mà ăn). Tiếng Quảng Đông thì sử dụng 嘅 ge theo cùng phương cách, còn tiếng Mân Nam thì sử dụng ê.
Người ta thấy 2 tiểu từ nữa trên khắp các phương ngữ Tiếng Trung được sử dụng để chỉ rõ 'danh từ được danh hóa' là 'tác thể' hay 'bị thể' của 'động từ được danh hóa'. 所 (đọc là suǒ trong Quan thoại) được gắn trước động từ để chỉ bị thể, ví dụ 吃 (ăn) trở thành 所吃 (cái mà được ăn) và 者 (zhě trong Quan thoại) được gắn sau động từ để chỉ tác thể, ví dụ 吃 (ăn) trở thành 吃者 (kẻ ăn). Cả hai tiểu từ đấy có nguồn gốc từ Văn ngôn và còn lại sức sinh sản rất hạn chế trong các phương ngữ tiếng Trung hiện đại.
Cũng có nhiều từ có phái sinh zero. Chẳng hạn, 教育 jiàoyù vừa là động từ (giáo dục) vừa là danh từ (sự giáo dục). Các trường hợp khác bao gồm 变化 biànhuà (đt. biến đổi; dt. sự biến đổi), 保护 bǎohù (đt. bảo vệ; dt. sự bảo vệ), 恐惧 kǒngjù (đt. sợ hãi; dt. sự sợ hãi), v.v.

### Tiếng Việt
Trong tiếng Việt, phép danh từ hóa thường ngầm định bằng phép phái sinh zero, nhưng trong bối cảnh trang trọng hoặc khi tiềm tàng tính mơ hồ, một từ có thể được danh từ hóa bằng cách thêm một loại từ vào đằng trước. Sự và tính là hai loại từ tổng quát nhất được sử dụng để danh hóa lần lượt động từ và tính từ. Các loại từ khác bao gồm đồ, điều, và việc.

### Ngữ tộc Tạng-Miến
Phép danh từ hóa là một quá trình phổ biến trải khắp ngữ tộc Tạng-Miến. Trong nhóm ngôn ngữ Bod, phép danh từ hóa đáp ứng đủ loại chức năng, bao gồm chức năng hình thành các tiểu cú bổ ngữ và tiểu cú quan hệ.

### Tiếng Nhật
Ngữ pháp tiếng Nhật thường xuyên sử dụng phép danh từ hóa (thay vì đại từ quan hệ) thông qua một số trợ từ như の no, も mono và こ koto.

### Tiếng Hawaii
Trong tiếng Hawaii, tiểu tố ʻana được sử dụng để danh từ hóa. Ví dụ: "hele ʻana" trong tiếng Hawaii là "việc đến". Do đó, "việc đến của anh ta" là "kona hele ʻana."

### Phái sinh zero trong các ngôn ngữ khác
Một vài ngôn ngữ cho phép các tiểu cú hữu hạn được danh hóa mà không cần chuyển hóa hình thái. Chẳng hạn, ở Tiếng Shina phía Đông (Gultari) tiểu cú hữu hạn [mo buje-m] 'Tôi sẽ đi' có thể xuất hiện dưới dạng 'đối tượng được danh hóa' của hậu giới từ [-jo] 'từ/kể từ' mà không có sửa đổi về hình thức: 
[mo
Tôi
buje-m]-jo
đi-1sg-từ
muçhore
trước
ŗo
anh_ta
buje-i
đi-3sg
"Anh ta sẽ đi trước khi tôi đi."